# Ausztráliai álvarangy
Az ausztráliai álvarangy (Pseudophryne australis) a kétéltűek (Amphibia) osztályának békák (Anura) rendjébe, a Myobatrachidae családba, azon belül a Pseudophryne nembe tartozó faj.

## Előfordulása
Ausztrália endemikus faja. Új-Dél-Wales államban honos a Hawkesbury homokkő régióban, délen a Royal National Parktól északon Gosfordig és Newcastle-ig. Elterjedési területének mérete nagyjából 17 500 km².

## Megjelenése

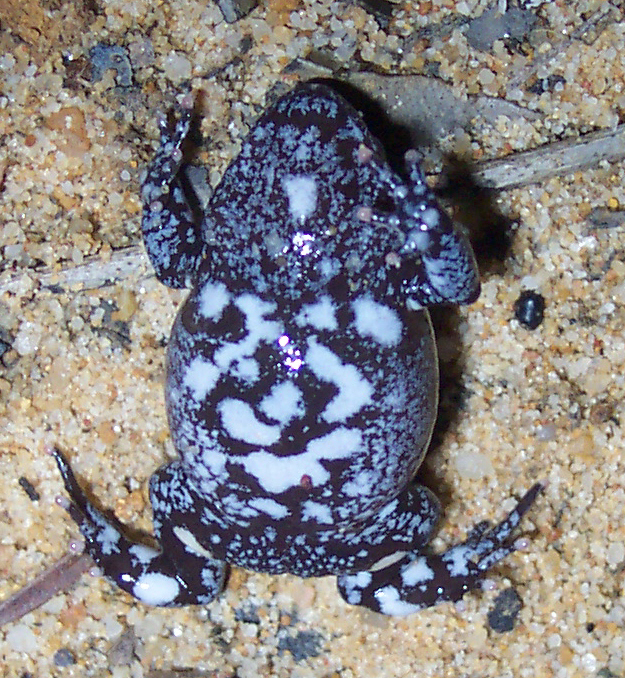
Hasi oldala a jellegzetes márványos mintázattal

Apró termetű békafaj, testhossza elérheti a 3 cm-t. Háta sötétszürke vagy sötétbarna, a fején és a hát alsó részén élénkpiros vagy narancssárga foltokkal. Oldala világosszürke, rajta több fekete folt vagy petty található. Hasa fekete-fehér márványosan foltos. Pupillája vízszintes elhelyezkedésű, írisze sötétbarna, felső felében néha vörös. Ujjai között nincs úszóhártya, ujjai végén nincsenek korongok.

## Életmódja
Eső után az év bármely szakában szaporodik. A petéket kis csomókban rakja le a szárazföldön, nedves lombhulladék és kövek alá, valamint fatörzsek üregeibe, ideiglenesen elárasztott talaj vagy ereszcsatornák közelében. Akárcsak a többi Pseudophryne faj esetében, a fészket a hím őrzi. Az ebihalak elérhetik a 3,5 cm hosszúságot, világos- vagy sötétszürke színűek, néha sötét foltokkal. Miután a fészket elárasztja az eső a vizekbe kerülnek, de túlságosan száraz időszakban a petékben fejlődnek tovább. Ezért a kikelés után egytől hat hónapig tart, amíg békává fejlődnek.

## Természetvédelmi helyzete
A vörös lista a sebezhető fajok között tartja nyilván. A kifejlett egyedek száma folyamatosan csökken. Elterjedési területének nagy része természetvédelmi területeken található, de ezekre egyre nagyobb emberi nyomás nehezedik. Gyakran mindössze 20-30 egyedből álló kolóniákban fordul elő. Élőhelyének területe csökkenő tendenciát mutat. Az emberi települések infrastruktúrájának fejlesztése és az agrár-ipari gazdálkodás veszélyezteti a faj élőhelyét. A teljes populáció egy intenzív emberi fejlődéssel jellemezhető terület körül összpontosul. Az erdőtüzek, a hidrológiai változások és a megnövekedett szennyezettségi szint (a terület peremén és mindenütt, ahol az emberi fejlesztések behatolnak a magterületekre) jelentik a fő veszélyeket, míg az élőhelyéről történő kőzetgyűjtés, az invazív gyomnövények elterjedése és az alacsony kelési arány (a fészekaljak kb. 1%-a jut el az átalakuláshoz) további veszélyeket jelentenek. A fajt korábban 471 helyen figyelték meg, ebből 1998-ra mindössze 56 költőhely maradt fenn.